# Eidsvåg
Eidsvåg is een plaats in de Noorse gemeente Molde, provincie Møre og Romsdal. Eidsvåg telt 882 inwoners (2007) en heeft een oppervlakte van 1,18 km².